# Deurali (Tanahu)
Deurali (nep. देउराली) – gaun wikas samiti w zachodniej części Nepalu w strefie Gandaki w dystrykcie Tanahu. Według nepalskiego spisu powszechnego z 2001 roku liczył on 495 gospodarstw domowych i 3329 mieszkańców (1715 kobiet i 1614 mężczyzn).